# NHK 라디오 제2방송
NHK 라디오 제2방송은 일본방송협회에서 운영하는 라디오 방송국 중의 하나이다. 대한민국의 EBS FM과 거의 상당하다.

## 개요
- 교육전문방송국이며 같은 성격의 텔레비전 방송국인 교육 텔레비전과 콜사인이 같다.
- 주로 방송하는 프로그램은 어학 프로그램,고교 강좌,문화관련 프로그램이며 기상 통보,주식시황,NHK 월드 라디오일본에서 방송하는 외국어 뉴스 프로그램(영어, 중국어, 한국어, 포르투갈어, 스페인어로 방송된다.)을 방송하고 있다.

을 방송하고 있다.
- - 매년 12월 31일부터 1월 3일까지 기상 통보, 외국어 뉴스를 제외하고 모든 방송시간에 특별 프로그램을 편성하고 있다.
  - 또한 1980년대에는 라디오 농업 학교, 어촌의 여러분에게 등 농촌관련 프로그램도 방송했다고 한다.
- 1980년대에서 90년대 사이 제2방송 폐지가 종종 검토된 것 같으나 청취자들의 강한 반대 의견도 있어서 보류되고 있다[출처 필요].

## 약사
NHK의 라디오 방송은 1925년3월 개시되었을 당시에는 1개 방송국밖에 없었으나 1931년 방송국을 2개로 나누었다.
그중 제2방송이라는 이름으로 시작된 제2라디오는 개국 당초부터 강좌 프로그램 등 교육방송을 중심으로 프로그램을 편성했지만 라디오 제2방송이 도쿄·오사카·나고야에만 보급되었기 때문에 1939년 7월부터 「도시 방송」으로 이름을 개칭해 도시 지식층을 위한 고도의 교양·강좌 프로그램이나 문예·음악프로그램을 중심적으로 편성했다.
그 후, 1941년 12월에 일어난 태평양전쟁으로 인해 제2방송(도시 방송)은 일시 중단되었지만 종전 직후에 방송이 재개된 뒤 일본전국에서 제2방송 개설이 진행되면서 전국 공통 교육·교양 프로그램 전문 채널이라는 모습이 확립되었다.

## 보충 서술
- 전국공통편성을 원칙으로 하므로 지역방송을 실시할 필요가 없으며 이러한 방송국의 성격때문인지 대출력 방송국이 존재한다.
- 1972년 오키나와현 미야코섬과 이시가키섬에 설치한 중계국을 끝으로 AM중계국을 세우지 않았다.
- 어선에 통신위성이 없었던 시절 일본어민들은 제2방송에서 하는 기상정보를 통해 날씨정보를 얻었다.(제2방송국의 경우 대출력 방송국이 많아 일본근해에서도 청취가 가능하다.)
- 2011년 9월 1일부터 NHK의 인터넷 라디오 서비스 라지루★라지루를 통해 인터넷을 통해 들을 수 있게 되었으나 콜사인 고지,시보,지진속보 등은 인터넷을 통해 방송하지 않는다.
- 2021년 NHK 경영계획에 따르면 2025년 말이나 2026년 폐지될 예정되므로, 인터넷 라디오로 청취 방식을 별도로 옮길 예정이다.

## 같이 보기
- NHK 라디오 제1방송
- NHK 교육 텔레비전
- NHK-FM방송